# Pollock (Dakota del Sud)
Pollock és una població dels Estats Units a l'estat de Dakota del Sud. Segons el cens del 2000 tenia 339 habitants.

## Demografia
Segons el cens del 2000, Pollock tenia 339 habitants, 164 habitatges, i 83 famílies. La densitat de població era de 409 habitants per km².
Dels 164 habitatges en un 25% hi vivien nens de menys de 18 anys, en un 47% hi vivien parelles casades, en un 3% dones solteres, i en un 48,8% no eren unitats familiars. En el 47,6% dels habitatges hi vivien persones soles el 30,5% de les quals corresponia a persones de 65 anys o més que vivien soles. El nombre mitjà de persones vivint en cada habitatge era de 2,07 i el nombre mitjà de persones que vivien en cada família era de 3,05.
Per edats la població es repartia de la següent manera: un 24,2% tenia menys de 18 anys, un 5,6% entre 18 i 24, un 24,5% entre 25 i 44, un 19,2% de 45 a 60 i un 26,5% 65 anys o més.
L'edat mediana era de 41 anys. Per cada 100 dones de 18 o més anys hi havia 86,2 homes.
La renda mediana per habitatge era de 24.545 $ i la renda mediana per família de 36.250 $. Els homes tenien una renda mediana de 23.194 $ mentre que les dones 18.750 $. La renda per capita de la població era de 13.109 $. Entorn del 7,5% de les famílies i el 10,8% de la població estaven per davall del llindar de pobresa.

## Poblacions més properes
El següent diagrama mostra les poblacions més properes.